# Kraljeva Velika
Kraljeva Velika, désormais village de quelques centaines d'habitants des environs de Lipovljani in Slavonie-Occidentale (Croatie centrale), fut longtemps une place-forte de frontière entre les possessions ottomanes en Europe et le Saint Empire Romain Germanique.

## Géographie
Kraljeva Velika est bordé par l’autoroute de la Save qui relie Zagreb à Belgrade. Le parc naturel de  Lonjsko polje se trouve à proximité, et le pays est réputé pour ses nombreux étangs de pêche. Les villes les plus proches sont Novska (9 km) et Kutina (17 km).

## Histoire
Le château fort apparaît dans les annales du pays en 1237  à propos du seigneur de l'endroit, Petar Veliković, puis en 1334 à propos de l'église Saint-Michel (Mihovila) de Velika (anciennement Velica Regalis). En 1480, cette forteresse tombe au pouvoir du ban Ladislas d'Egervara.
À la fin du XVe siècle, il est propriété de la famille Kanižaji puis tombe tour à tour aux mains des bans Franjo Berislavić Grabarski, Ivan Banića (Banffyja), Petar Berislavić et de nouveau Ivan Banića. Christoph Frankopan en fit sa base d'opération pour ses raids en Hongrie, et ce n'est qu'à sa mort qu’Ivan Banića put reprendre le château.
La place de Kraljeva Velika devint l'un des principaux enjeux de la lutte austro-turque lorsqu’en 1537 Požega tomba aux mains des Ottomans. Par suite des déprédations de l'armée ottomane, presque tous les paysans du pays partirent pour la Hongrie. À cette époque, et malgré les troubles, on estime que la région comptait alors entre  10 000 et 12 000 habitants.
Jusqu'en 1544, Kraljeva Velika marqua les confins militaires de l’Empire ottoman, puis les Turcs s'emparèrent du château.
Au cours de la Guerre de Croatie, tandis que la plus grande partie de la Slavonie-Occidentale était contrôlée par la République serbe de Krajina, Kraljeva Velika resta toujours croate.

## Source
- (de) Cet article est partiellement ou en totalité issu de l’article de Wikipédia en allemand intitulé « Kraljeva Velika » (voir la liste des auteurs).